# Sursassita
La sursassita es un mineral de la clase de los sorosilicatos. Fue descubierta en 1926 en el distrito de los Alpes Oberhalbstein, en el cantón de los Grisones (Suiza), siendo nombrada así por Surssas, el nombre romano de Oberhalbstein.

## Características químicas
Es un aluminosilicato hidroxilado de manganeso. Su estructura es de sorosilicato con mezcla de grupos funcionales SiO4 y Si2O7, con los cationes en coordinación octaédrica y mayor.
Además de los elementos de su fórmula, suele llevar como impurezas: titanio, hierro, magnesio, calcio, sodio, potasio y agua.

## Formación y yacimientos
Aparece rellenando vetas en yacimientos de manganeso en rocas semimentarias algo metamorfizadas de grado bajo.
Suele encontrarse asociado a otros minerales como: braunita, barita, calcita o cuarzo.